# Giovanni Conversini

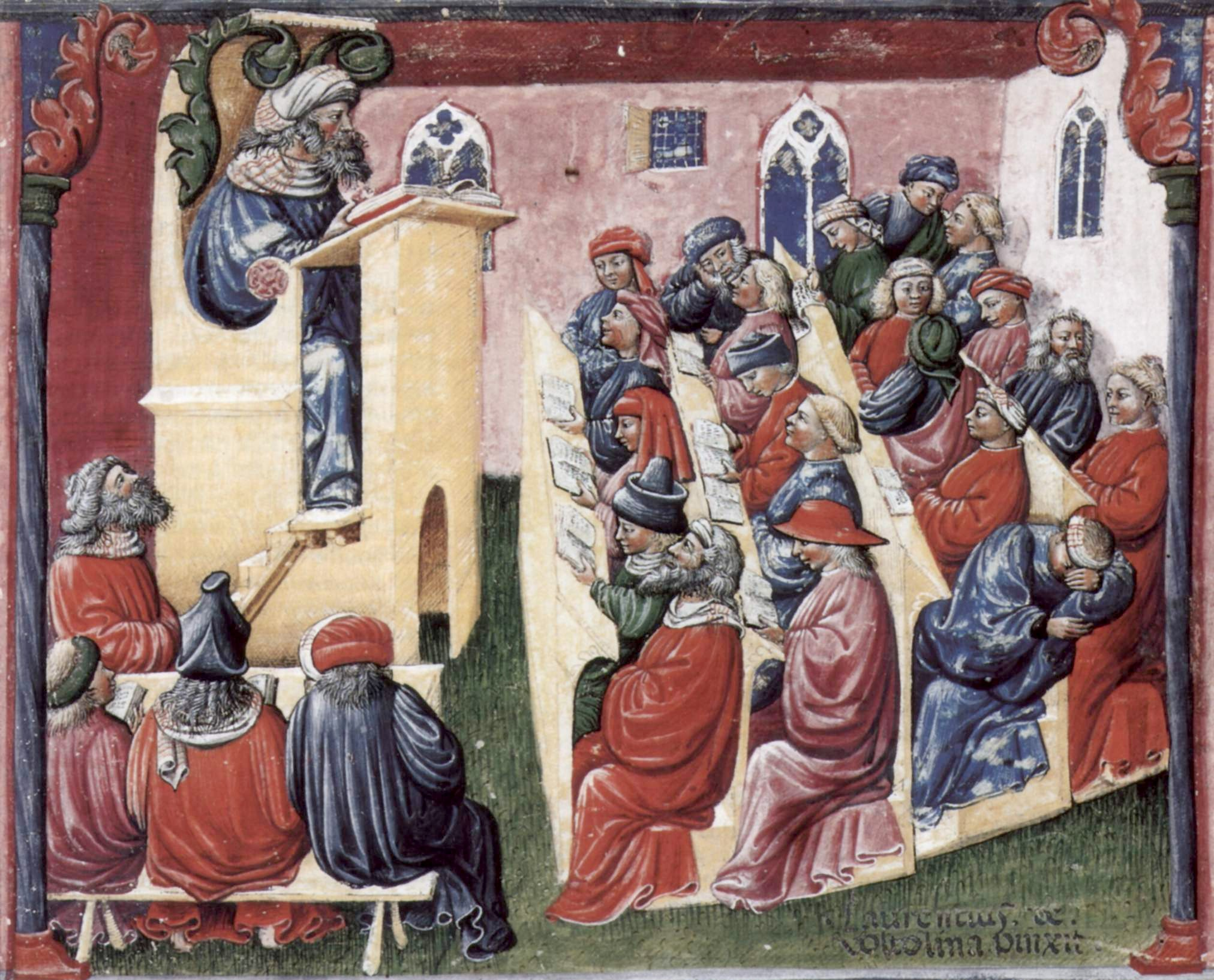
Lección en la Universidad en el siglo XIV

Giovanni Conversini o Giovanni di Conversino (Buda, 1343 – Muggia, 27 de septiembre de 1408) fue un humanista, académico y abogado italiano.
Giovanni Conversini a menudo se confunde con Giovanni da Ravenna, el primer amanuense de Petrarca, pero él, en realidad, se encontró con Petrarca solo en un par de ocasiones, aunque su tío, el cardenal Tommaso da Frignano, fue un gran amigo del poeta de Arezzo. A partir de aquí, el malentendido nació y aún está vivo. La vida de Giovanni no deja lugar a dudas o suposiciones: él mismo lo ha detallado en su autobiografía titulada Rationarium vitae.

## Estudiante y goliardo

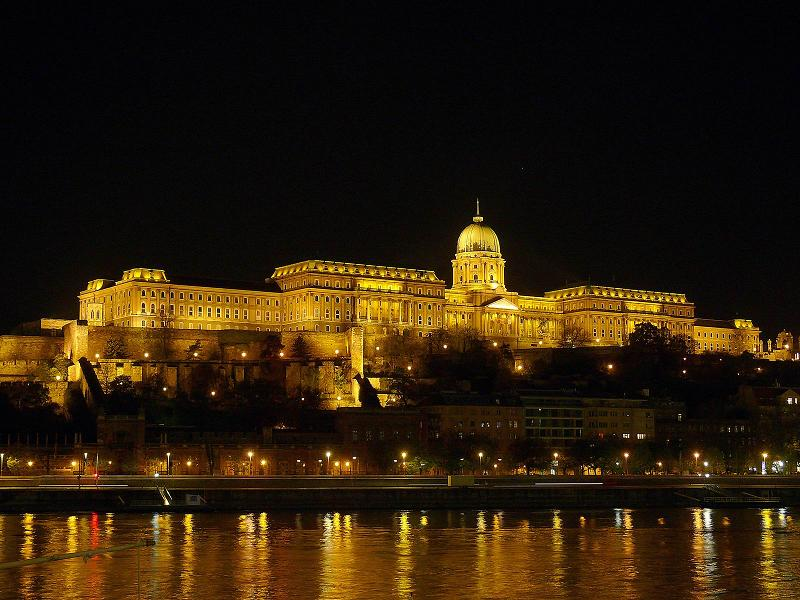
El palacio real de Buda

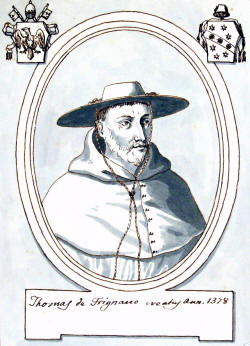
TOMMASO DA FRIGNANO

Su padre, Conversino da Frignano, se graduó como médico en Bolonia y desde 1321 fue profesor de medicina en la Universidad de Siena. Luego, en 1342, conoció a Luis I de Hungría, quien le ofreció el puesto de médico de la corte en Buda. Conversino aceptó y, un año después de su llegada a la capital húngara, nació su hijo Giovanni.
Después de la muerte de su madre en 1345, su padre, que permaneció en Buda por el resto de su vida, lo envió a Italia a casa de su tío Tommaso con su tutor Miguel de Zagreb.
Hizo sus estudios elementales primero en Ferrara, luego en Bolonia y finalmente en las Hermanas de San Paolo en Rávena, hasta que ingresó en la escuela primaria de Donato Albanzani.
Pero en 1353 murió su padre, y su tío Tommaso, franciscano, para no privar sobrino de la herencia de su padre, concertó para él un compromiso matrimonial con Margarita Furlan, un poco mayor que él, hija de un médico. Giovanni, con solo diez años, se mudó a casa de sus futuros suegros. Dos años más tarde se casaron, pero poco después del matrimonio sus suegros murieron, y los dos se quedaron solos y sin ninguna supervisión de un adulto.

Como es obvio, los dos recién casados comenzaron a discutir. Giovanni dijo que Margarita era frívola, irresponsable, perezosa e incapaz de llevar la casa, por lo que el tío Tommaso se vio obligado a enviar a Giovanni a estudiar en Ferrara con los franciscanos.

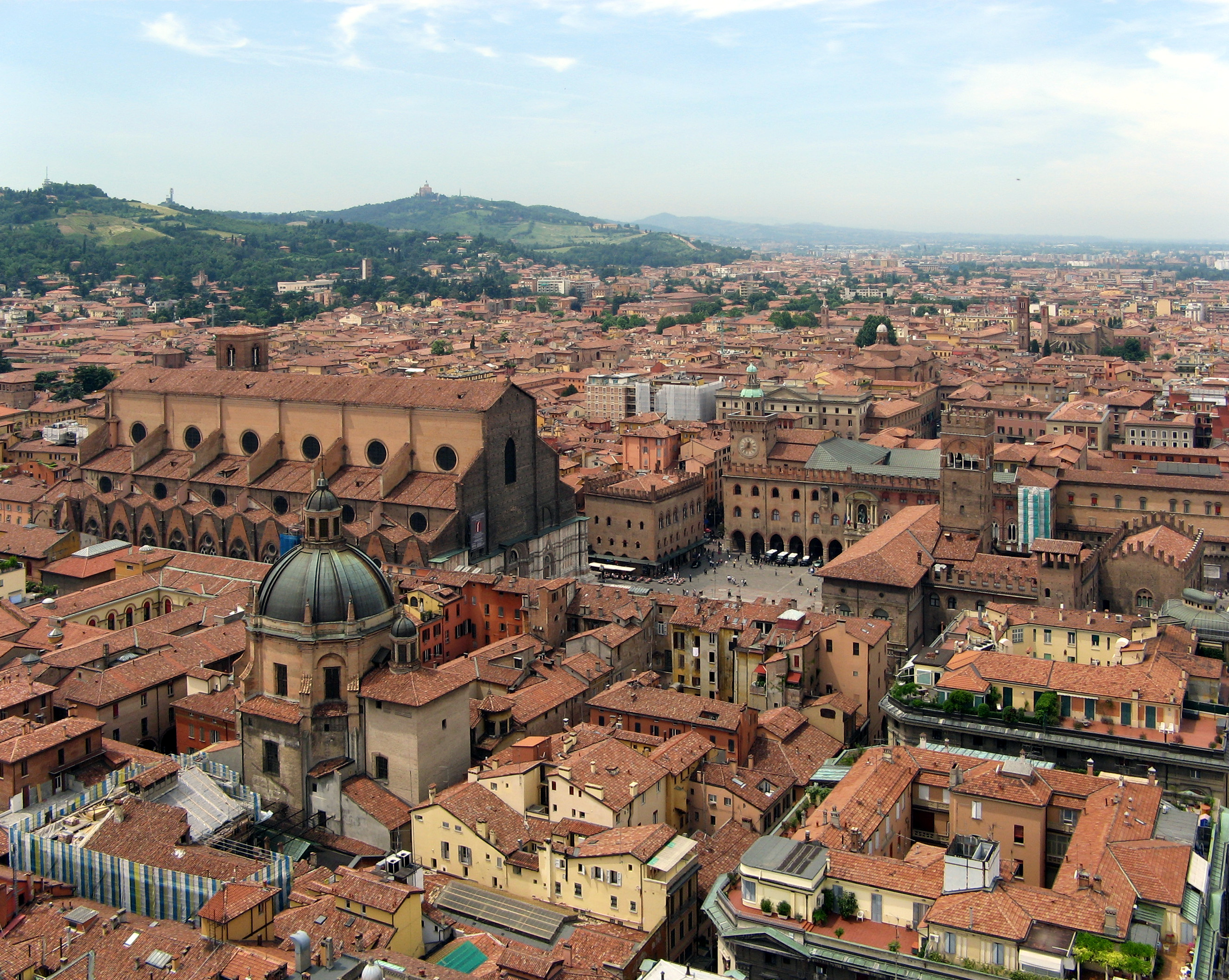
Bolonia

Después de un breve periodo al servicio de Michele di Lapo de los Medici en Florencia, en 1357, Giovanni regresó a Rávena, donde su esposa estaba esperando un hijo, su único hijo, que ellos llamaron Conversino. Giovanni solo tuvo tiempo de ver al bebé ya que inmediatamente se fue a Bolonia para continuar sus estudios de Artes Liberales (Trivium).
En la primavera de 1359 ya había completado las dos primeras partes de la gramática y la dialéctica y luego se inscribió en el curso de retórica. El primer módulo se centró en el ars dictaminis y fue sostenido por Pietro da Forlì sobre el Brevis introductio ad dictamen de Giovanni di Bonandrea. Terminado esto, en la Pascua de 1360 concluyó el curso sobre Rhetorica ad Herennium. Sus brillantes resultados en los exámenes convencieron a sus compañeros estudiantes de elegirlo como conferenciante para disertar al año siguiente sobre Brevis introductio ad dictamen y sobre Rhetorica ad Herennium. Por razones económicas, se vio obligado a abandonar sus estudios literarios y optar por graduarse en derecho, por lo que en 1363 completó sus estudios universitarios con un diploma notarial.

La atracción por las letras, sin embargo, se mantuvo fuerte y entonces, en lugar de regresar con su esposa y encontrar un puesto como notario, siendo académicamente próximo del gramático Pedro de Moglio, en septiembre de 1363 siguió a su mentor a Padua. Luego se trasladó de nuevo a Bolonia, donde fue muy popular entre los estudiantes, que, de hecho, le pidieron una serie de conferencias sobre Factorum ac Dictorum Memorabilium libri IX de Valerio Máximo. Y su autoridad creció nuevamente cuando, gracias a Albanzani, fue presentado a Petrarca.

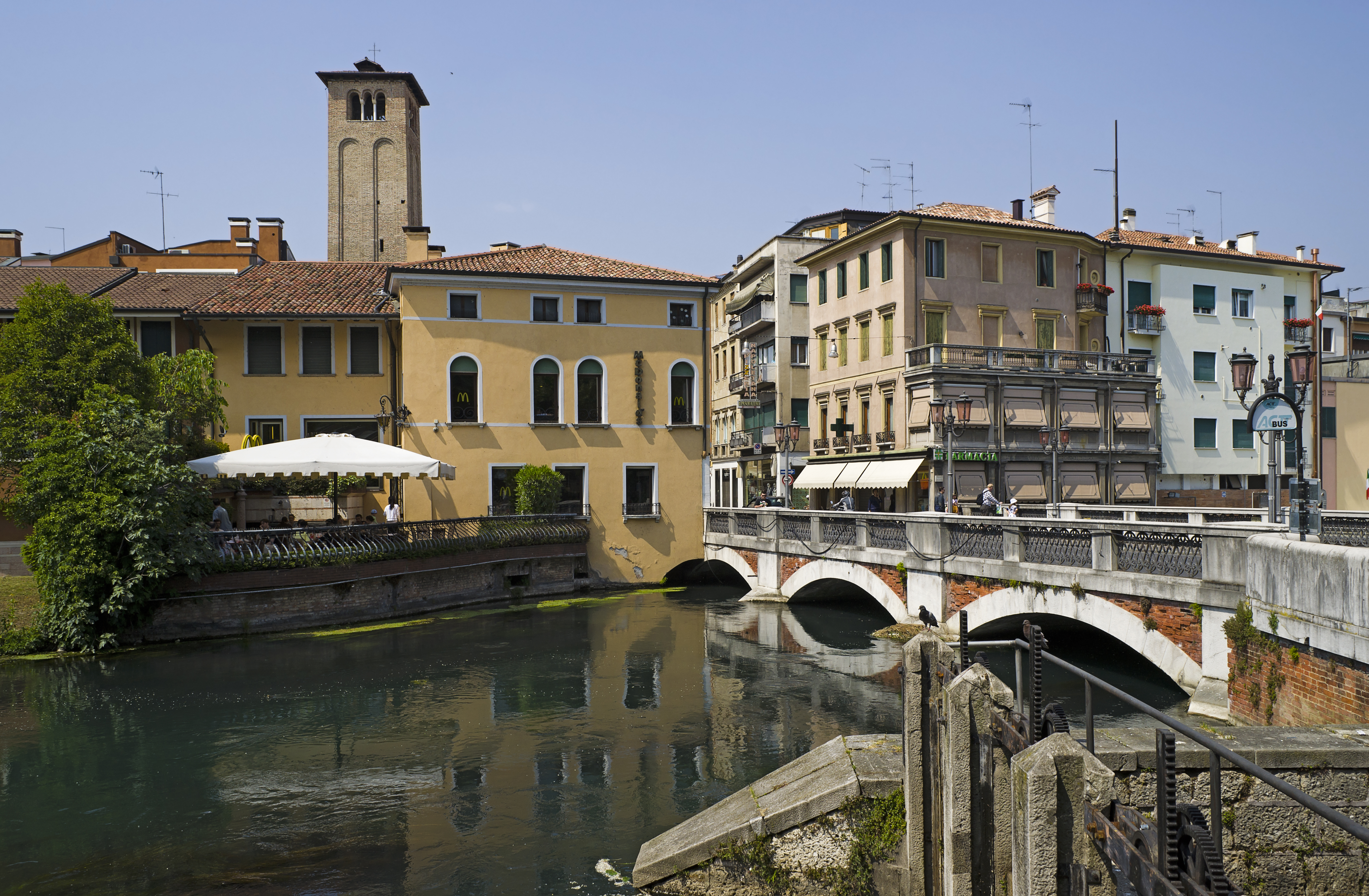
Treviso

En esa época ya no es un estudiante sino un académico, que se convirtió en un punto de referencia para la vida goliardica de Bolonia, hasta que algunos desacuerdos con las autoridades de la ciudad lo forzaron a aceptar un trabajo de tutor en Ferrara donde se queda poco tiempo porque uno de sus excompañeros de universidad, Niccolò Boschetti, le hizo obtener un puesto de profesor de gramática latina en Treviso, que aceptó de buen grado. Y en Treviso conoció al notario y erudito Paolo Rugolo, quien se convirtió en su mejor amigo.
Poco después, en 1367, tuvo que volver a Rávena porque su hijo, Conversino, había perdido la vista en un ojo. Pero ahora, sin embargo, su reputación como profesor y estudioso estaba establecida, y poco después de su regreso a casa, Guido II da Polenta lo eligió para representar a Rávena como notario forastero de la corte del alcalde de Florencia. Tomó servicio en julio de 1368, pero no duró mucho tiempo, dado el aburrimiento y la cantidad del trabajo notarial, y renunció a su puesto. Entonces se convirtió en lector en el Studio Florentino para el comentario de las Geórgicas de Virgilio y de su especialidad Rhetorica ad Herennium. También esta vez dimitió, casi de inmediato, por invitación del obispo Pietro da Barone, quien lo quería de nuevo como maestro de latín en Treviso.
Margarita y Conversino, abandonados en Rávena y sin dinero, se unieron a él en Treviso. Ambos estaban desnutridos y enfermizos en su condición física. Margarita murió dos semanas después de su llegada, mientras que Conversino logró salvarse a su hijo.
Mi esposa y mi hijo regresaron a mi vida en la más triste condición que jamás había visto. Gracias al cambio de región y la mejora de la calidad del aire, mi hijo fue capaz de recuperarse de una enfermedad. Pero mi esposa, poco después de llegar enferma, murió. Murió porque la había olvidado. Murió por mi culpa.
Inmediatamente después de la tragedia familiar, Paolo Rugolo le encontró un puesto de enseñanza en Conegliano, donde, en julio de 1372, su cuñado, Luigi, vino a visitarlo. Pero no fue una visita de cortesía: Luigi quería vengar a su hermana. Lo envenenó con algo de arsénico, pero equivocó la dosis y Giovanni se quedó durante casi seis meses postrado en el lecho. Este período de descanso forzado lo obligó a repensar toda su vida y tan pronto como estuvo recuperado visitó a su tío Tommaso en Venecia. El tío, que se convirtió en patriarca de Grado, estaba profundamente molesto por la conducta irresponsable e imprudente sobrino y fríamente le hizo comprender que ya no era bienvenido a la familia, al menos hasta que cambiara de comportamiento. Giovanni dejó Venecia y logró encontrar un puesto de maestro en Belluno, donde podría comenzar de nuevo. Tal vez la visita que hizo a Petrarca en su casa de Arquá por Navidad en 1373 quizás fuera un buen presagio.

## Maestro, notario y padre de familia

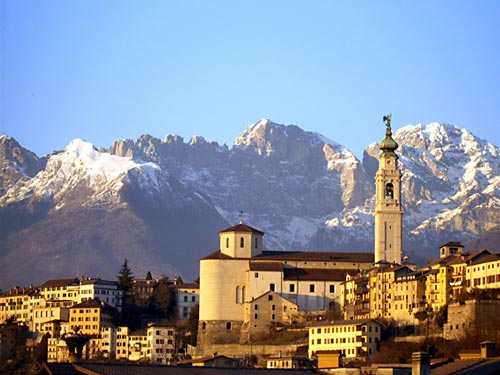
Belluno

A principios de 1374, Giovanni estableció su hogar en Belluno y comenzó sus clases en la escuela de gramática local. Belluno marcó un verdadero punto de inflexión en la vida de Giovanni, tanto que en 1375 tomó estado y se casó con Benasuda, una rica viuda de Belluno, de quien al año siguiente tuvo a Israel, su único hijo.
También comenzó a escribir tratados breves como De Fato, sobre la cuestión del libre albedrío, De miseria humanae vitae y el fragmentario De Christi conceptu sobre los aspectos estoicos del cristianismo.

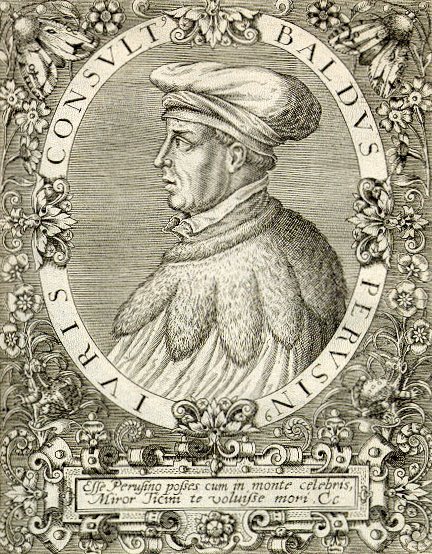
Baldo degli Ubaldi

En estos años las relaciones con su tío se relajaron más, de hecho, en 1378, le envió, como regalo de bodas tardío, tres cajas de libros dejados por su padre en herencia a su hermano. Esos mismos, preciosos libros que habían pertenecido a la biblioteca real de los Angevinos y que Luis de Hungría había confiscado en Nápoles y luego regalado a Conversino. Giovanni, para agradecerle el presente, le dedicó un tratado llamado Dialogus inter Johannem et Literam sobre el estado religioso. El tío, que mientras tanto se convirtió en cardenal y se mudó a la corte papal, evidentemente lo apreció, porque, cuando en 1379 la ciudad de Belluno no renovó su contrato, lo invitó a Roma para unas cortas vacaciones.

Al regresar de Roma, se detuvo en Padua donde permaneció como invitado del doctor Marsilio da Santasofia y del gramático Carletto Galmarelli. Pero lo que tenía que ser una breve pausa se convirtió en una larga estancia ya que el condotiero de Padua, Francesco il Vecchio da Carrara quería que Giovanni, como escritor e intelectual, permaneciera en su corte. Pronto se ganó la simpatía y la amistad del señor de Padua, que también le dio una casa en la ciudad, lo que provocó, por supuesto, la envidia de los otros cortesanos que lo obligaron, como medida de precaución, a posponer la publicación de Familiae carrariensis natio. En Padua pudo hacerse conocido por los principales representantes académicos como Baldo degli Ubaldi, Arsendino Arsendi y Lombardo della Seta. Sin embargo, a fines de 1382, debido a la repentina muerte de su esposa, Giovanni se vio obligado a regresar a Belluno y luego a irse de nuevo para establecerse en Venecia, donde encontró trabajo como maestro. Pero como era habitual en él en la ciudad de la laguna enseñó solo seis meses.

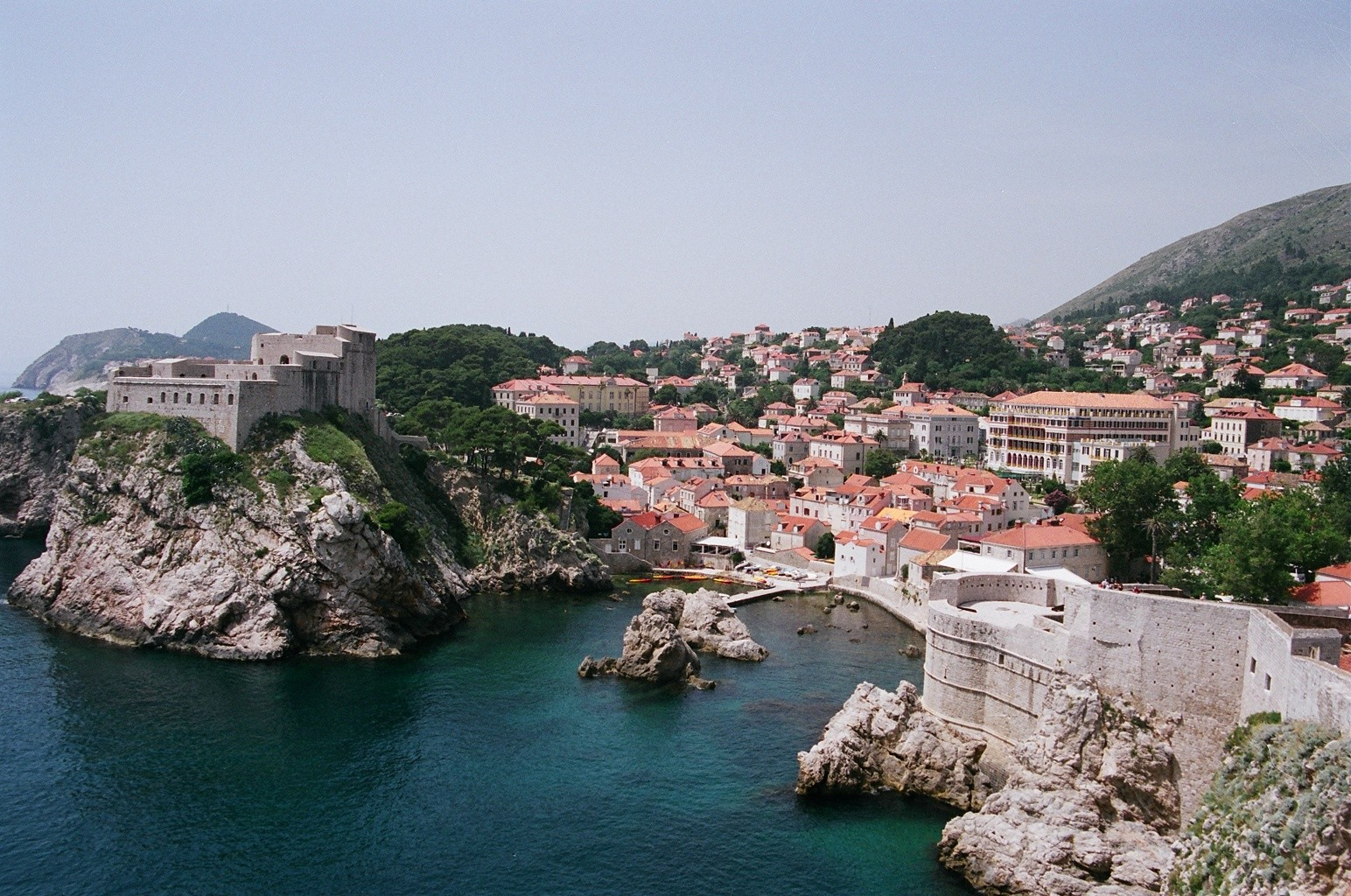
Ragusa

De hecho, la Reina Isabel de Hungría, recientemente viuda de Luis I, que había estado siempre estrechamente ligada a la memoria del padre de Conversino, le ofreció el puesto de Notario Mayor de la República de Ragusa, que en ese momento era estado vasallo de Hungría. Giovanni aceptó y se mudó allí con su hijo Israel.
Como en su experiencia florentina, el trabajo del notario involucró una gran cantidad de trabajo. No solo tuvo que redactar todo tipo de documentos notariales, sino también presidir, como juez, los casos civiles y registrar, después de haberlos comprobado, los decretos y estatutos. Pero esta vez no abandonó su puesto e incluso encontró tiempo para componer el primer De eius introitu ad aulam, ensayo sobre la corrupción de los tribunales y la Historia Ragusii.
Abandonó la ciudad de Dalmacia en 1388 y regresó a Venecia, donde, bajo el patrocinio de su antiguo alumno Marco Giustinian (el futuro condotiero y héroe veneciano entonces llamado el Grande), abrió una escuela primaria en el distrito de San Patrignano, donde se hizo conocido, protagonizando el entorno intelectual de la ciudad. Pero al año siguiente, su hijo Conversino llegó a Venecia y comenzó una serie de desagradables discusiones y peleas que también terminaron en la justicia. Por ello decidió irse a otro lado. De Padua, ocupada por los Visconti, tenía una oferta para enseñar en la universidad, pero, fiel a la memoria de Francesco da Carrara, se negó a trabajar con los nuevos señores, y así, en octubre de 1389, se trasladó a Udine donde fue contratado como un simple maestro de primaria

## Los triunfos paduanos

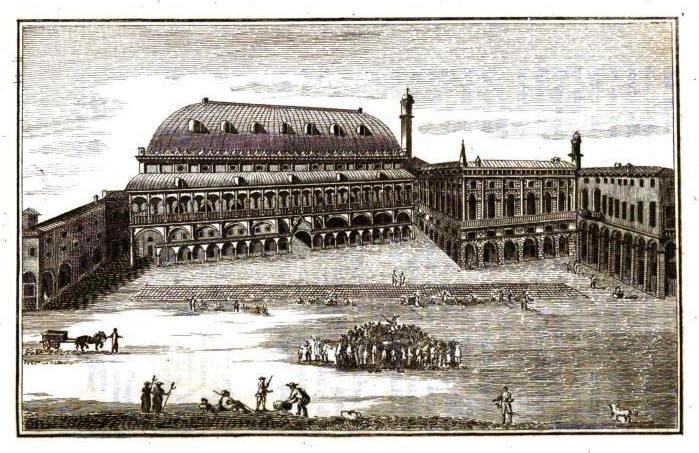
Padua, la Piazza delle Erbe.

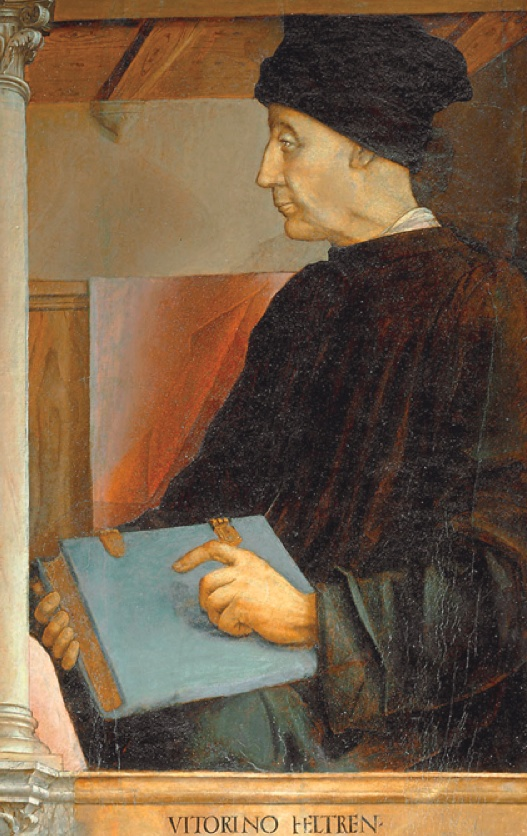
Justo de Gante y Pedro Berruguete, retrato de Vittorino da Feltre

Con el fin de la ocupación de los Visconti y el regreso de Carrara, Giovanni comenzó a pensar cada vez más seriamente sobre la propuesta, todavía válida, de la enseñanza en la Universidad de Padua. Su decisión fue tomada en 1392.

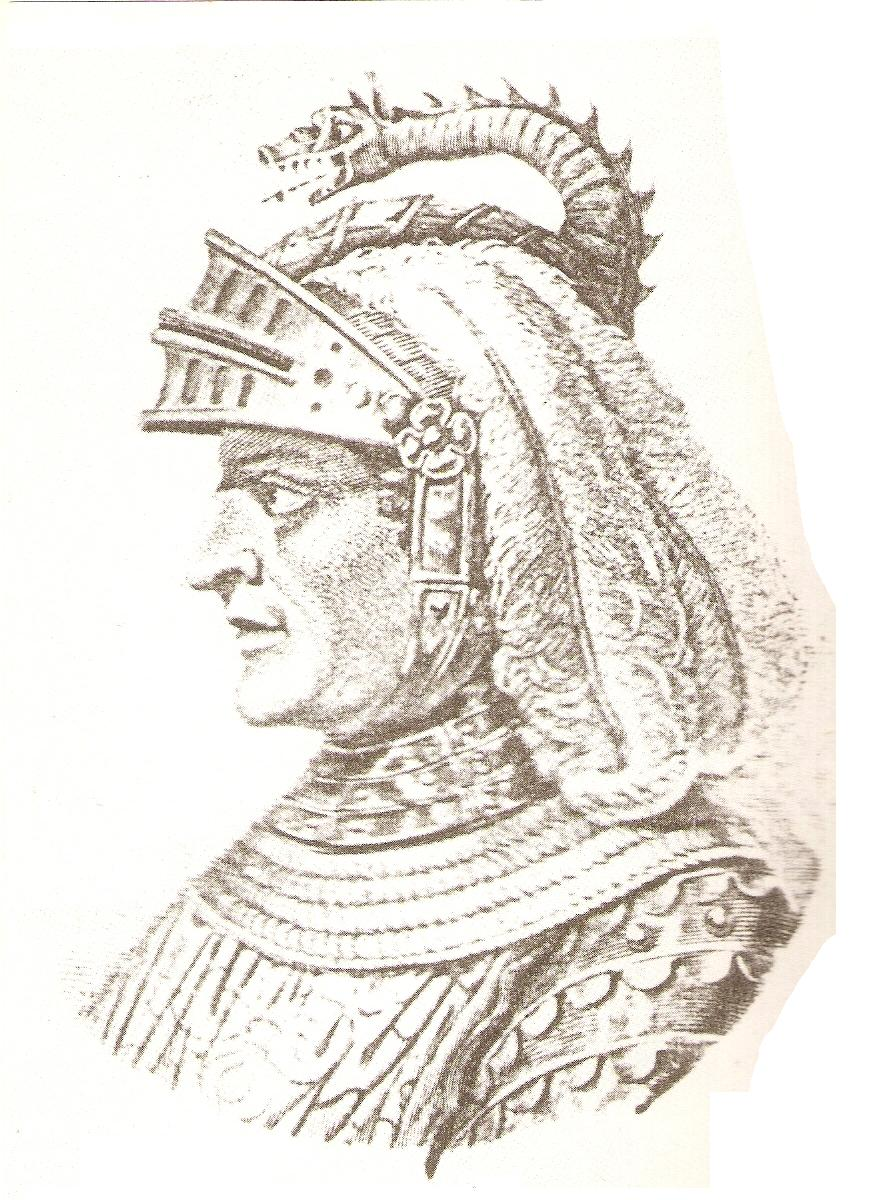
Alberico da Barbiano

En la Universidad de Padua le asignaron cursos de gramática y retórica, cursos a los que asistieron estudiantes prometedores como Pier Paolo Vergerio, Sicco Polenton y Guarino de Verona. Según Polenton "era éste, y por la santidad de su moral por su conocimiento de todos los aspectos del discurso de las artes y las humanidades, el príncipe de los profesores de todos los académicos que vivían en Italia en su tiempo".
Su fama pronto llegó a la corte y en 1393 Francesco Novello, que sucedió a su padre, lo quería como canciller. Sin embargo, Giovanni planteó una condición: poder dar lecciones privadas a los estudiantes más brillantes de Padua. Francesco, por supuesto, consintió y entre estos pocos afortunados puede incluirse a Vittorino da Feltre. En 1396 también reanudó su escritura: De fortuna aulica, sobre la vida de la corte, Dolosi astus narratio sobre las intrigas en la corte de Ferrara, Violate pudicicie narratio o Historia Elysia sobre la fidelidad conyugal. Y de nuevo, todo en 1399, la Apología contra la envidia de los cortesanos, De lustro Alborum in Urbe Padua, sobre la gran procesión del 1399 de la Sociedad de flagelantes o los blancos, y la De dilectione regnantium sobre el arte de la política.
En 1400 fue encargado de llevar a cabo tres importantes misiones diplomáticas. En enero viajó a Florencia para contratar al capitán mercenario Alberico da Barbiano para entrar en el servicio de Padua e informar al señorío florentino de los planes de los Visconti para tomar Perugia. Luego estuvo en Bolonia para fortalecer la ciudad aliada, arbitrando en la disputa entre la facción de Nanni Gozzadini y la de Giovanni Bentivoglio.  Finalmente, en el verano fue enviado a Roma para entregar cartas del señor de Padua al capitán Conte da Carrara, el hijo ilegítimo de Francisco el Viejo y el medio hermano de Francesco Novello, y al papa Bonifacio IX.

Las tres misiones, a pesar de las mil dificultades (por ejemplo, fue robado antes de entrar en Roma), se completaron con éxito, pero cuando regresó a Padua, estuvo marcado por una tragedia doméstica. Sus dos hijos ilegítimos, nacidos en Udine de una relación extramatrimonial, murieron de peste. Los dos pequeños, el orgullo y la esperanza del padre, a diferencia de Conversino, demostraron ser brillantes en las letras y las artes bajo la guía de Giovanni y, por lo tanto, la pérdida no fue solo afectiva. Con profundo desaliento, Giovanni decidió cerrar este episodio con el Rationarium vitae, que comenzó a componer varios años antes, como para decir que la parte más importante de su vida terminó aquí. Pero las desgracias continuaron. En el mismo año murió de peste, su hijo Israel, que ahora tenía veinticinco años y se había establecido en Padua para estudiar en la universidad.

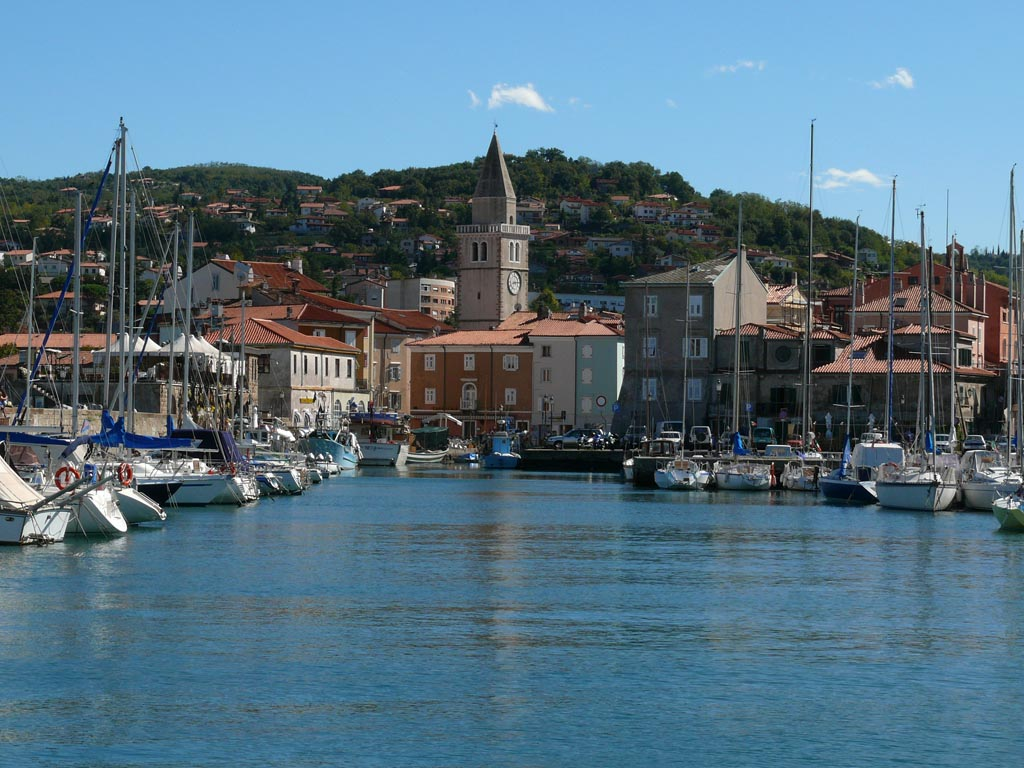
Muggia

A pesar de las dificultades continuó su trabajo como canciller, pero las ambiciones expansionistas de Francesco Novello en Lombardía, tras el asesinato de Gian Galeazzo Visconti en septiembre de 1402, tuvieron su firme oposición. Varias veces le advirtió a Francesco que iría al desastre. Pero el señor de Padua no lo escuchó e incluso redujo los salarios de todos los empleados públicos para asignar los ahorros al presupuesto militar. Su último acto como Canciller del señorío fue la elaboración de un tratado de alianza con Guglielmo della Scala, luego renunció y poco antes del 23 de junio de 1404, cuando los venecianos declararon la guerra a Francesco Novello, dejó Padua y regresó a Venecia.
En los seis meses siguientes a su salida estableció en forma definitiva la Familiae carrariensis natio y escribió su obra maestra: la Dragmalogia De Eligibili Vite Genere, una historia, o más bien una serie de episodios de la historia de Venecia.
La caída de Padua en noviembre de 1405 y la consecuente anexión a Venecia hizo que todas sus esperanzas volvieran, después de la guerra, a su papel de canciller. Su antiguo alumno, Pier Paolo Vergerio, que había ido a Roma, trató de persuadirlo para que entrara en la curia romana en lugar de ser el guardián de algún vástago veneciano mimado, pero Giovanni declinó el ofrecimiento.
Como ya no era muy joven, el calor tórrido del verano veneciano de 1406 lo convenció de aceptar la propuesta de convertirse en director de las escuelas públicas de Muggia, de donde nunca más salió.